# رافائل کانیه‌سارس
رافائل کانیه‌سارس (اسپانیایی: Rafael Cañizares‎؛ زادهٔ ۲۴ مارس ۱۹۵۰) بازیکن بسکتبال اهل کوبا بود.